# Football Club de Mulhouse
L'FC Mulhouse è un club calcistico francese fondato nel 1893, della cittadina di Mulhouse nell'Alsazia. Nacque come Fußball Club Mülhausen, quando la città faceva parte della Germania. Nel 2007-2008 milita nella CFA, equivalente della quarta divisione. È la più vecchia squadra francese dopo il Le Havre.

## Storia

### Fondazione in Germania
Due ragazzi inglesi iscritti alla scuola di chimica di Mülhausen fecero conoscere il calcio agli altri studenti e fondarono presto il FCM. Nel 1901 si aggregarono al club un gruppo di calciatori conosciuti con il soprannome di "Young Boys" e provenienti dal liceo ginnasio di Oberrealschule. La squadra fu membro del VSFV (tedesco: Verband Süddeutscher Fussball Vereine o Federazione dei club calcistici della Germania Meridionale) dal 1904. Il club attraversò un periodo di crisi finanziaria nel 1905-06 ma riuscì a sopravvivere.

### Nel periodo tra le due Guerre Mondiali gioca in Francia
Dopo la prima guerra mondiale la Francia strappò l'Alsazia alla Germania e l'FC Mülhausen di conseguenza iniziò a giocare nel campionato francese. Si iscrisse alla massima serie regionale Division d'Honneur - Alsazia con la denominazione di FC Mulhouse vincendo questo campionato nel 1921 e terminando al secondo posto nel 1926. Mulhouse in seguito vinse cinque titoli consecutivi tra il 1928 e il 1932. Al titolo regionale del 1932 seguì la vittoria della Coupe Sochaux, anche conosciuta con il nome di Challenge Peugeot, uno dei predecessori del campionato nazionale che si tenne per la prima volta nella stagione successiva.
Dopo la riorganizzazione del calcio francese l'FCM disputò una stagione nella Prima Divisione/Gruppo A ma venne subito retrocessa. Nel 1934 tornò in Massima Serie dove restò fino al 1937, anno in cui retrocesse di nuovo in II Divisione.

### In Gauliga Elsaß
Con lo scoppio della seconda guerra mondiale e la riconquista tedesca dell'Alsazia l'FCM ritornò a giocare nel campionato tedesco; nel 1941 venne iscritta alla Prima Divisione regionale Gauliga Elsaß. Divenne rapidamente la squadra dominante del campionato regionale vincendo i titoli del 1941, 1943 e 1944, ma non riuscì mai a superare il primo turno della Fase Nazionale. Il campionato tedesco venne sospeso nella stagione 1944-45 a causa dell'avanzamento degli Alleati verso la Germania.

### Il Dopoguerra e il ritorno in Francia
Alla fine della guerra l'FCM ritornò a giocare in Francia in quanto l'Alsazia tornò in mano francese. Venne iscritta alla II Divisione: dopo una sola stagione retrocesse però nei campionati dilettantistici dove rimase fino al 1970. Negli anni 70 il club rinacque giocando nel corso del decennio sei stagioni in seconda divisione. Negli anni 80 il club divenne una forte squadra di seconda divisione guadagnando la promozione in Massima Serie nel 1982-83 e nel 1989-90; in entrambe le occasioni il club ritornò in II Divisione dopo una sola stagione. Negli anni 90 il club giocò con la denominazione di FC Mulhouse Sud-Alsace in II Divisione fino al 1998, anno in cui retrocesse in III Divisione. Alla retrocessione seguì una crisi finanziaria e il club fallì nel 1999, venne poi rifondato e giocò in un campionato dilettantistico la stagione successiva. Nel 2005 il club venne promosso dalla CFA 2 (V) alla quarta divisione CFA (Championnat de France Amateurs) dove gioca tuttora.

## Stadio
Dal 1979, FC Mulhouse gioca le sue partite interne allo Stade de l'Ill. Dal 1906 alla fine della prima guerra mondiale il club giocò nello Stade Vélodrome e, nel dopoguerra, nello Stade de Bourtzwiller.

## Giocatori

### Vincitori di titoli

#### Calciatori campioni continentali

##### Europa
- Didier Six (Francia 1984)

## Allenatori
| - Ferdinand Swatosch :1932-1933 - Franz Platko:1933 - Rudolf Hanak :1933-1934 - Franz Weselik :1934-1935 - Kerr :1935-1936 - Emile Grienenberger :1939-1945 - Joseph Remay :1945-1946 - Mohammed Azzouz :1952-1954 - Albertus De Harder :1962-1964 - Mille :1964-1965 - Marian Borkowski :1966-1967 - Léon Deladerrière :1967-1973 - Pierre Alonso :1973-1974 - Schloetter :1974-1976 - Roland Merschel :1976-1980 - Eugène Battmann : 1980-1981 - Jean-Marc Guillou :1981-1982 | - Eugène Battmann : 1982-1983 - Gérard Banide :1983-1984 - Raymond Domenech :1984-1988 - Didier Notheaux :1988-1990 - Robert Dewilder :1990-1992 - Bernard Genghini :1992-1995 - Christian Sarramagna :1995-November 1996 - Gilles Bourges: November 1996-April 1998 - Lamine N'Diaye: April-December 1998 - Eugène Battmann: December 1998-1999 - Bruno Scipion : 1999-2001 - Damien Ott : 2001-2002 - Jacky Lemée : 2002-2003 - Jean-Paul Pfertzel : 2003 - Maurice Danelon : 2003-2004 - Damien Ott : 2004- |

## Piazzamenti dal 1932-33
| - 1933 : 10° - Division 1 (A) - 1934 : 3° - Division 2 (Nord) - 1935 : 6° - Division 1 - 1936 : 13° - Division 1 - 1937 : 16° - Division 1 - 1938 : 15° - Division 2 - 1939 : 7° - Division 2 - 1940: sospeso - 1941 : 1° - Gauliga Elsass - 1942 : 4° - Gauliga Elsass - 1943 : 1° - Gauliga Elsass - 1944 : 1° - Gauliga Elsass - 1945: sospeso - 1946 : 14° - Division 2 (Nord) - 1947 : 1° - Division d'Honneur - 1948 : 2° - Division d'Honneur - 1949 : 6° - CFA Est - 1950 : 3° - CFA Est - 1951 : 7° - CFA Est - 1952 : 7° - CFA Est | - 1953 : 3° - CFA Est - 1954 : 1° - CFA Est - 1955 : 3° - CFA Est - 1956 : 1° - CFA Est - 1957 : 1° - CFA Est - 1958 : 1° - CFA Est - 1959 : 2° - CFA Est - 1960 : 2° - CFA Est - 1961 : 3° - CFA Est - 1962 : 9° - CFA Est - 1963 : 1° - CFA Est - 1964 : 2° - CFA Est - 1965 : 6° - CFA Est - 1966 : 4° - CFA Est - 1967 : 5° - CFA Est - 1968 : 5° - CFA Est - 1969 : 6° - CFA Est - 1970 : 9° - CFA Est - 1971 : 8° - Division 2 (Nord) - 1972 : 8° - Division 2 (A) | - 1973 : 6° - Division 2 (B) - 1974 : 10° - Division 2 (B) - 1975 : 14° - Division 2 (B) - 1976 : 16° - Division 2 (B) - 1977 : 4° - Division 3 Est - 1978 : 3° - Division 3 Est - 1979 : 13° - Division 2 (B) - 1980 : 16° - Division 2 (B) - 1981 : 2° - Division 3 Est - 1982 : 2° - Division 2 (B) - 1983 : 20° - Division 1 - 1984 : 7° - Division 2 (B) - 1985 : 2° - Division 2 (A) - 1986 : 2° - Division 2 (B) - 1987 : 3° - Division 2 (A) - 1988 : 3° - Division 2 (B) - 1989 : 1° - Division 2 (A) - 1990 : 20° - Division 1 - 1991 : 10° - Division 2 (A) - 1992 : 11° - Division 2 (B) | - 1993 : 11° - Division 2 (A) - 1994 : 13° - Division 2 - 1995 : 14° - Division 2 - 1996 : 14° - Division 2 - 1997 : 12° - Division 2 - 1998 : 22° - Division 2 - 1999 : 15° - National - 2000 : 10° - CFA - 2001 : 11° - CFA - 2002 : 9° - CFA - 2003 : 10° - CFA - 2004 : 16° - CFA - 2005 : 2° - CFA 2 - 2006 : 11° - CFA - 2007 : 10° - CFA - 2008: CFA |

## Rosa 2011-2012
| N. |                    | Ruolo | Calciatore          |
| -- | ------------------ | ----- | ------------------- |
|    | Benin (bandiera)   | P     | Yoann Djidonou      |
|    | Francia (bandiera) | P     | Florian Fioux       |
|    | Francia (bandiera) | P     | Frédéric Schackemy  |
|    | Francia (bandiera) | D     | Romain Frossard     |
|    | Francia (bandiera) | D     | Yoann Grosperrin    |
|    | Marocco (bandiera) | D     | Samir Kecha         |
|    | Francia (bandiera) | D     | Loïc Fortuna        |
|    | Francia (bandiera) | D     | Cédric Camatte      |
|    | Francia (bandiera) | D     | Jude Varsovie       |
|    | Francia (bandiera) | D     | Anthony Edwige      |
|    | Francia (bandiera) | D     | Gabriel Eyebe Mvogo |
|    | Francia (bandiera) | D     | Didier Gonneau      |
|    | Francia (bandiera) | D     | Elias Kohler        |
|    | Guinea (bandiera)  | D     | Idrissa Sylla       |
|    | Francia (bandiera) | C     | Julien Fuchs        |

| N. |                      | Ruolo | Calciatore         |
| -- | -------------------- | ----- | ------------------ |
|    | Togo (bandiera)      | C     | Tagba Mini Balogou |
|    | Francia (bandiera)   | C     | Lucien Banholzer   |
|    | Francia (bandiera)   | C     | Ryan Zaïen         |
|    | Francia (bandiera)   | C     | Adrien Baur        |
|    | Francia (bandiera)   | C     | Dorian Diring      |
|    | Francia (bandiera)   | C     | Romain Reichstadt  |
|    | Francia (bandiera)   | C     | Wilson Souprayen   |
|    | Francia (bandiera)   | C     | Gregory Pastel     |
|    | Senegal (bandiera)   | C     | Aboubacar Cissé    |
|    | Francia (bandiera)   | C     | Said Dardouri      |
|    | Francia (bandiera)   | C     | Jonathan Ellemaud  |
|    | Francia (bandiera)   | C     | Julien Saraceno    |
|    | Martinica (bandiera) | C     | Gaëtan Sidney      |
|    | Francia (bandiera)   | A     | Mimi Balogou       |
|    | Senegal (bandiera)   | A     | Pape Dieng         |
|    | Francia (bandiera)   | A     | Saidou Keita       |

## Rosa 2009-2010
| N. |                           | Ruolo | Calciatore         |
| -- | ------------------------- | ----- | ------------------ |
|    | Francia (bandiera)        | P     | Romain Péron       |
|    | Francia (bandiera)        | P     | Christian Potel    |
|    | Francia (bandiera)        | D     | Lilian Astier      |
|    | Costa d'Avorio (bandiera) | D     | Moriba Bamba       |
|    | Guinea (bandiera)         | D     | Morlaye Cissé      |
|    | Francia (bandiera)        | D     | Romain Frossard    |
|    | Francia (bandiera)        | D     | Yoann Grosperrin   |
|    | Francia (bandiera)        | D     | Thomas Holbein     |
|    | Francia (bandiera)        | D     | Samir Kecha        |
|    | Francia (bandiera)        | D     | Hervé Milazzo      |
|    | Marocco (bandiera)        | C     | Gharib Amzine      |
|    | Togo (bandiera)           | C     | Tagba Mini Balogou |

| N. |                           | Ruolo | Calciatore            |
| -- | ------------------------- | ----- | --------------------- |
|    | Francia (bandiera)        | C     | Lucien Banholzer      |
|    | Rep. del Congo (bandiera) | C     | Jean-Vivien Bantsimba |
|    | Francia (bandiera)        | C     | Samir Bourouina       |
|    | Francia (bandiera)        | C     | Anthony Castillo      |
|    | Francia (bandiera)        | C     | Ryan Zaïen            |
|    | Francia (bandiera)        | A     | Hassan Benkajjane     |
|    | Francia (bandiera)        | A     | Hicham Chirouf        |
|    | Francia (bandiera)        | A     | Guillaume Créquit     |
|    | Benin (bandiera)          | A     | Daniel Gbaguidi       |
|    | Senegal (bandiera)        | A     | El Hadji Lô           |
|    | Francia (bandiera)        | A     | Moustapha Louhkiar    |

## Palmarès

### Competizioni nazionali
- Campionato francese di seconda divisione: 1

1988-1989 (girone A)
- Championnat National 3: 1

2018-2019 (girone F)

### Competizioni regionali
- Gauliga Elsaß: 3

1940-1941, 1942-1943, 1943-1944

### Altri piazzamenti
- Coppa di Francia:

Semifinalista: 1927-1928
- Campionato francese di seconda divisione:

Secondo posto: 1981-1982 (girone B), 1984-1985 (girone A), 1985-1986 (girone B)
Terzo posto: 1933-1934 (girone nord), 1986-1987 (girone A), 1987-1988 (girone B)